# 13531 Weizsäcker
(13531) Weizsacker, denumire internațională (13531) Weizsäcker, este un asteroid din centura principală de asteroizi.

## Descriere
13531 Weizsäcker este un asteroid din centura principală de asteroizi. A fost descoperit pe 13 septembrie 1991 la Tautenburg de Freimut Börngen și Lutz Dieter Schmadel. Asteroidul prezintă o orbită caracterizată de o semiaxă mare de 3,05 ua, o excentricitate de 0,07 și o înclinație de 8,3° în raport cu ecliptica.